# Smółka komonicówka
Smółka komonicówka (Trachusa byssina) – gatunek samotnej pszczoły z rodziny miesierkowatych (Megachilidae). Jedyna przedstawicielka swojego rodzaju w Polsce. Występuje w Europie na południe od 64 równoleżnika oraz na Syberii, Dalekim Wschodzie Rosji i w Mongolii.  

## Wygląd
Smółka komonicówka pod wieloma względami nie jest typowym przedstawicielem swojego rodzaju i z tego powodu została wydzielona do osobnego, monotypowego podrodzaju Trachusa. Obie płcie o kutikuli ubarwionej czarnobrązowo, bez żadnych jasnych znaczeń z wyjątkiem żółtej twarzy u samców. Ciało owłosione szarymi, beżowymi i czerwonobrązowymi włoskami. Samice zbierają pyłek w białawą szczoteczkę na spodzie odwłoka.

## Tryb życia
Pszczoła samotna, z jednym pokoleniem w roku. Oligolektyczna, związana z roślinami z rodziny bobowatych, spośród których preferuje komonicę. Gniazda budowane są w ziemi, czasami w niewielkich koloniach. Gatunek ten preferuje piaszczystą ziemię, chętnie gniazduje w pobliżu sosen. Do budowy gniazda używana jest żywica i kawałki liści. Jedno gniazdo zawiera od jednej do czterech komórek z potomstwem.  

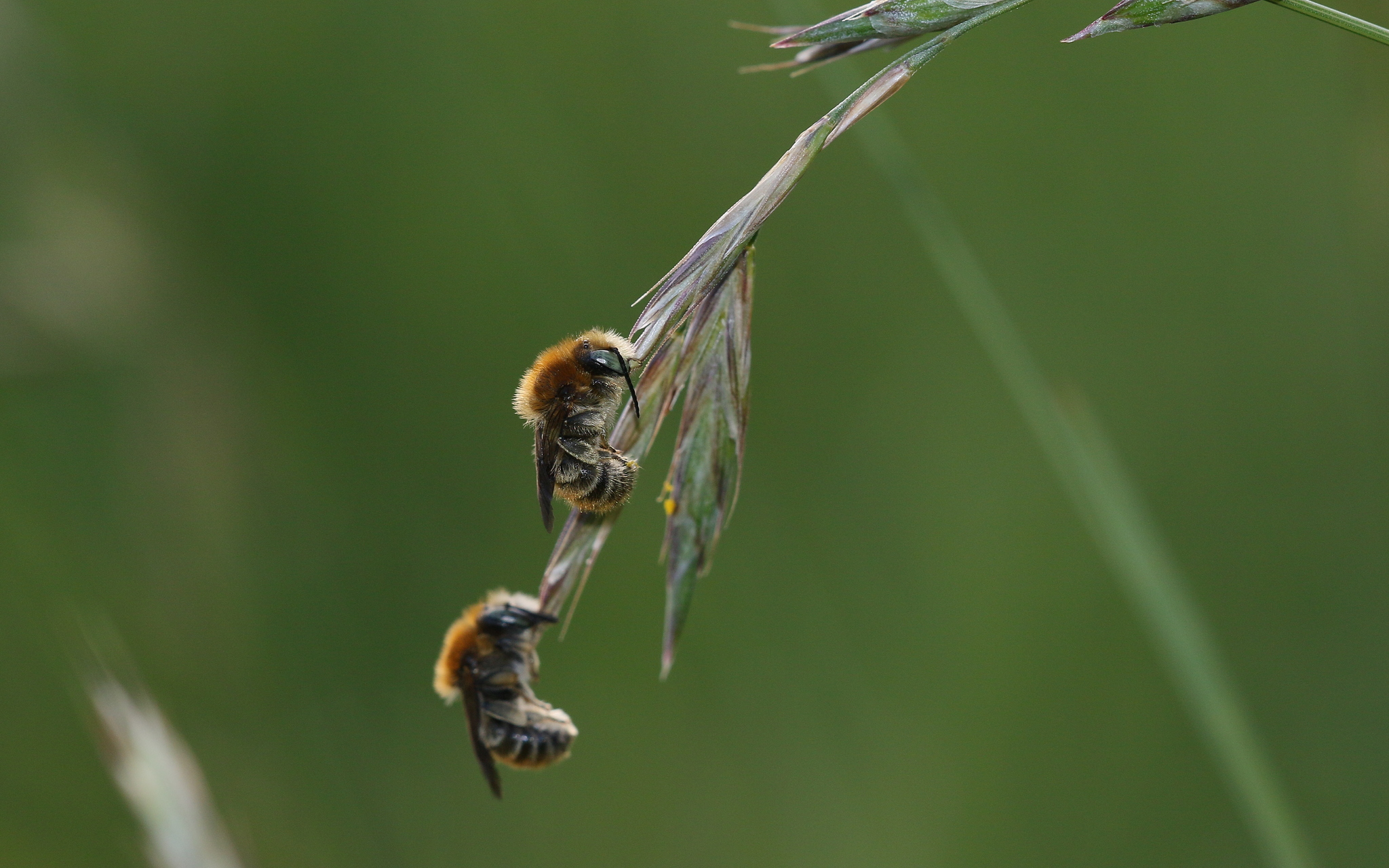
Samce smółki komonicówki, podobnie jak to ma miejsce u niektórych innych gatunków pszczół, mogą spać przyczepione żuwaczkami do roślin